# 马维干
马维干（？—），男，中国剧作家，一级编剧，八一电影制片厂原副厂长，中国电影家协会理事，中国电视艺术家协会原副主席、顾问。南京大学中文系学士和硕士。

## 作品
创作的作品有电视剧《迷彩天兵》、《军中厨星》、《一个院长的故事》、《好戏多磨》、《小哨所》、《绿色昆仑》等，电影《枪手》、《飞行师长》（即《歼十出击》）、联合创作的电影《惊天动地》和《常德大血战》。